# Gonyleptes armatus
Gonyleptes armatus is een hooiwagen uit de familie Gonyleptidae.